# The Many Adventures of Winnie the Pooh
Những cuộc phiêu lưu của Winnie (tiếng Anh: The Many Adventures of Winnie the Pooh) là một bộ phim hoạt hình ca nhạc năm 1977 sản xuất bởi Walt Disney Productions.